# Șirna
Șirna est une commune roumaine du județ de Prahova, dans la région historique de Valachie et dans la région de développement du Sud.

## Géographie
La commune de Șirna est située dans le sud-ouest du județ, à la limite avec le județ de Dâmbovița, dans la plaine valaque, à 35 km au sud-ouest de Ploiești, le chef-lieu du județ.
La municipalité est composée des six villages suivants (population en 1992) :
- Brătești (673) ;
- Coceana ;
- Hăbud (942) ;
- Șirna (856), siège de la municipalité ;
- Tăriceni (2 269) ;
- Varnița (1 092).

## Politique
Le Conseil Municipal de Șirna compte 15 sièges de conseillers municipaux. À l'issue des élections municipales de juin 2008, Marian Zaharia (PNL) a été élu maire de la commune.
| Parti                             | Nombre de conseillers |
| --------------------------------- | --------------------- |
| Parti social-démocrate (PSD)      | 4                     |
| Parti démocrate-libéral (PD-L)    | 3                     |
| Parti national libéral (PNL)      | 3                     |
| Parti national démocrate-chrétien | 2                     |
| Parti de l'Initiative nationale   | 1                     |
| Candidat indépendant              | 1                     |
| Candidat indépendant              | 1                     |

## Religions
En 2002, la composition religieuse de la commune était la suivante :
- Chrétiens orthodoxes, 93,15 % ;
- Chrétiens évangéliques, 3,64 % ;
- Pentecôtistes, 2,67 %.

## Démographie
En 2002, la commune comptait 5 422 Roumains, soit la totalité de la population.
| 1992  | 2002  | 2007  |
| ----- | ----- | ----- |
| 5 832 | 5 422 | 5 198 |

## Économie
L'économie de la commune repose sur l'agriculture.

## Communications

### Routes
La route DJ101G permet de rejoindre Ploiești et la DN101A, la vallée de la Prahova et le nord du județ.

## Lieux et monuments
- Église orthodoxe St Georges et de la Dormition de la Vierge de 1793.